# Libelloides
Libelloides là một chi côn trùng thuộc họ Ascalaphidae phân họ Ascalaphinae. Các loài thuộc chi này có mặt ở hầu hết châu Âu.

## Các loài
- Libelloides baeticus (Rambur, 1842)
- Libelloides coccajus (Denis & Schiffermüller, 1775)
- Libelloides cunii Selys-Longchamps, 1880
- Libelloides hispanicus (Rambur, 1842)
- Libelloides ictericus (Charpentier, 1825)
- Libelloides italicus (Fabricius, 1781)
- Libelloides lacteus (Brullé, 1832)
- Libelloides longicornis (Linnaeus, 1764)
- Libelloides macaronius (Scopoli, 1763)
- Libelloides rhomboides (Schneider, 1845